# Красная Горбатка
Кра́сная Горба́тка — посёлок, административный центр Селивановского района Владимирской области России.
Образует одноимённое муниципальное образование посёлок Красная Горбатка со статусом городского поселения как единственный населённый пункт в его составе.
Население — 7998 жителей (2021 год).

## География
Расположен на реке Колпь (бассейн Оки) в 130 км от Владимира. Железнодорожная станция Селиваново на линии Ковров — Муром.
Единственный населённый пункт городского поселения — посёлок городского типа Красная Горбатка. Площадь МО соответствует площади пгт.

## История

### Пустошь Горбатово
Небольшая деревушка появилась на этом месте задолго до основания в 1873 году писчебумажной фабрики. Насколько можно предположить из данных межевой книги 1628 года и писцовой книги Дубровского стана Муромского уезда 1630—1632 годов, ещё в XVI столетии здесь была действующая деревня Горбатово, имевшая три двора и земли обработанной не менее 30 четвертей, а значит здесь проживало три очень крупных семьи. Название деревня Горбатова получила, вероятнее всего, от князей Горбатых-Суздальских, или Горбатых-Шуйских, ведших свой род с XV столетия от князя Ивана Васильевича Горбатова. Кроме названия Горбатово деревня носила название Селениново.
Можно предположить, что в смутное время деревня стала пустошью, то есть её покинули жители.
В документе от 1771 года читаем: «1771 года июля 1 дня по Указу её Величества Государыни Императрицы Екатерины Алексеевны Самодержцы Всероссийской и прочая, и прочая, и прочая учинена межа в Муромском уезде в Дубровском стану <…> начало межи из смежною за рекою Колпью отхожей пустоши Горбатовой состоящей во владении порутчика Фёдора да подпорутчика Василия…».
Ещё одно упоминание о Горбатке содержится в деле «Владимирской межевой канцелярии Судогодского уезда. План пустоши Горбаткова», датируемый 15 сентября 1779 года. В геометрическом специальном плане Муромского уезда Куземского стана «…пустоши Горбаткова», которая принадлежала «порутчику Андрею Иванову сына Нечаева порутчика Фёдора подпорутчика Василия Иванова детей, Ульяновы и прапорщика Василия Петрова сына Куроедова…».
В «Экономических примечаниях к Планам Генерального межевания» 1780—1790 годов значится «Пустошь Горбаткова, Андрея Ивановича сына Нечаева, Фёдора и Василия Ивановых детей, Ульяниных и Василия Петрова — сына Куроедова. На левой стороне реки Колпи и оврага, на реке мучная мельница о двух поставах, земля пещаная, хлеб и покосы средственные, лес дровяной. Пашни 38 десятин, 991 саженей, леса 69 десятин, 1719 саженей, неудобных мест — 3 десятины, 400 саженей, всего 111 десятин, 710 саженей». Пустошью до революции именовались опустевшие деревни; это значит что к тому времени Горбатка была уже покинута.
На топографической карте-двухверстовке Владимирской губернии, составленной в 1850 году под руководством А. И. Менде значится поселение с названием Горбатовка приблизительно в районе нынешних улиц Пролетарская — Станко — Красноармейская. А на топографической карте-одноверстовке того же А. И. Менде, вышедшей в 1855 году, обозначена деревня Горбаткова.
После отмены крепостного права на месте Красной Горбатки появляется деревня Елизаветино. Её жителями стали временнообязанные крестьяне, получивших этот статус по Уставной грамоте. Но откуда они сюда пришли неизвестно.
Надворный советник Григорий Иванович Способин, уроженец села Тучково на реке Колпь, выйдя в отставку, вернулся в родные края и решил основать бумажное производство взамен сгоревшей у него фабрики в Новгороде. При малой водности Колпи на производство больших объёмов бумаги рассчитывать не приходилось, поэтому рентабельность производству могло обеспечить лишь изготовление дорогой высококачественной бумаги, которую можно получать на очень чистой воде. Так как Колпь отличалась особой чистотой, это место и выбрали как наиболее подходящее. Он договаривается с жителями деревушки Елизаветино о продаже земли под строительство фабрики. Способин дал им хорошие деньги и обещал перевезти их дома на новое место с плодородными землями в деревню Горку, располагавшуюся за рекой. Купля была совершена 7 июля 1871 года. Акт о покупке оформлен в Присутствии по крестьянским делам Владимирской губернии. Елизаветинским крестьянам отводилось место для обустройства дальнейшей жизни «в пустоши Бычино с урочищем Уренками».

### От основания посёлка до революции
23 мая (4 июня) 1873 в строительном отделении Владимирского губернского правления было заслушано прошение надворного советника Григория Ивановича Способина, поданное 22 мая следующего содержания: «на приобретённой им, Г. И. Способиным, земле, состоящей Владимирской губернии Судогодского уезда в пустоши Горбатка, желает он вновь построить каменное двухэтажное фабричное здание при реке Колпь для производства в нём писчей бумаги». В тот же день просьба заявителя была удовлетворена. Эта дата считается датой основания сельца Горбатка. Летом 1873 года начались строительные работы на левом берегу реки Колпь.
Фабрика была построена за год при посредничестве богатого московского предпринимателя, председателя акционерного общества Николая Ефимовича Кротова, ставшего её совладельцем. Как указано в архивной справке Государственного архива Владимирской области от 16 марта 1988 года: «В ноябре 1874 года на фабрике работало: мастеровых 26 человек, чернорабочих 105 человек. На фабрике имелась паровая машина в 40 лошадиных сил, через четыре года на фабрике Способина было выработано 40000 пудов бумаги на сумму 200 тысяч рублей». Вместе с фабрикой стало строиться фабричное жильё для рабочих и мастеров, а также обслуживающие их учреждения.

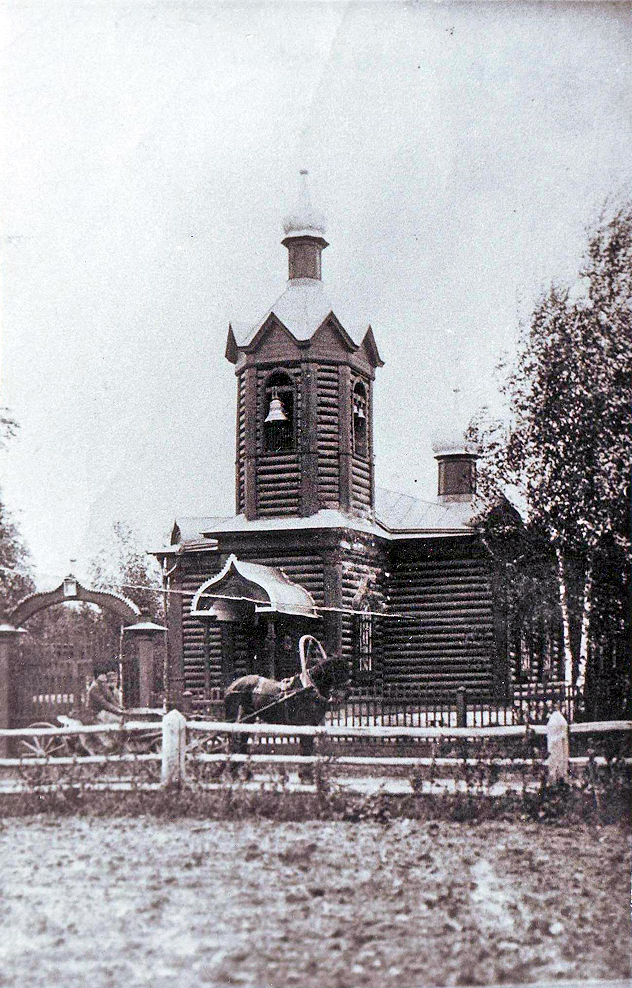
Деревянная церковь Николая Чудотворца

В 1879 году при бумажной фабрике открыта начальная школа. В то время территория нынешнего Селивановского района представляла собой довольно глухое место. Оживление внёс пуск в эксплуатацию 26 января 1880 года железнодорожной линии между Ковровом и Муромом. Первый поезд, идущий из Мурома в Ковров, в составе 9 вагонов с металлоизделиями прошёл через новую станцию Селиваново 28 января 1880 года, названную так в честь строителя железной дороги Ковров-Муром инженера Селиванова. По этой железной дороге к пристани на Оке отправлял фабрикант свою продукцию. Для всех местных предпринимателей края железная дорога имела огромное значение. Стали появляться маслобойки, ветряные мельницы по помолу муки из зерна. Бумага, выпускаемая Горбатской фабрикой, в 1882 году на Нижегородской ярмарке была удостоена Золотой медали.
Сам Способин при этом жил в Москве, а дела на фабрике вёл назначенный им управляющий. 19 апреля 1886 года Г. И. Способин скончался, и Н. Е. Кротов, ставший единоличным её владельцем, в том же году построил деревянную церковь в честь Николы Чудотворца, служил в которой священник церкви села Тучково. Около церкви стали хоронить, и со временем здесь образовалось небольшое кладбище.
Летом 1890 года был утверждён «…проект на постройку часовни при Горбатовской писчебумажной фабрике Способина и К в Судогодском уезде». Этот проект, а также строительство школы и библиотеки при Горбатовской фабрике финансировались из личных средств почётного гражданина Николая Кротова, за что он был представлен Владимирским епархиальным начальством в начале XX века «…к награждению золотой медалью на шее на Аннинской ленте».
В 1897 году «на Горбатской писчебумажной фабрике при сельце Горбатка работало: 223 мужчины, 178 женщин и произведено бумаги 98250 пудов, из них почтовой 2850 пудов, писчей 27 000 пудов, мундштучной 14 500 пудов и прочей 53 900 пудов на сумму 588 тысяч 135 рублей. Была фабричная школа на 50 учащихся, приёмный покой на 3 койки, аптека. В жилищном фонде фабрики проживало 238 рабочих, 163 рабочих проживало в квартирах и собственных домах».
С конца XIX века на Горбатке осуществлялось медицинское обслуживание, так с 1 июля 1899 года медицинскую службу при писчебумажной фабрике возглавлял титулярный советник, младший врач Муромской земской больницы, лекарь Василий Иванович Киселёв. В это же время начала развиваться розничная торговля, был построен магазин-синдикат.
Оказавшись на грани банкротства, Н. Е. Кротов был вынужден продать фабрику. Её купил Шестаков, который вскоре обанкротился и перепродал её купчихе Ушаковой, у которой дела тоже не пошли. Шесть лет фабрика не работала. С началом Первой мировой войны фабрика выпускала низкосортную (обёрточную) бумагу и картон для упаковки снарядов.
С 1916 года на Горбатской фабрике создаётся «…общество потребителей для снабжения, как рабочих фабрики, так и окрестного населения продуктами первой необходимости и др. товарами».

### От революции до Великой Отечественной войны
Весть об Октябрьской революции в Петрограде первым принёс в Горбатку и Новлянку Василий Любицев, работник почтового вагона на железнодорожной линии Муром-Нерехта. После революции в Горбатке действовал собственный вооружённый отряд, коммунистическая и комсомольская организации. О том когда Горбатка официально стала Красной Горбаткой неизвестно, но уже в документе от 20 января 1920 года говорится о Красно-горбатской организации РКП(б) и Красно-горбатской писчебумажной фабрике.
В 1918 году градообразующее предприятие национализировали. Но в 1919 году бумажная фабрика почти полностью сгорела. Для восстановления цеха и замены испорченного оборудования понадобилось почти четыре года упорного труда коллектива и привлечённых жителей близлежащих деревень. Люди трудились круглосуточно, получая вместо зарплаты продукты питания и предметы одежды. 23 августа 1923 года, когда обновлённая фабрика, после митинга, вновь заработала, фабрика стала назваться «Красная Горбатка». На ней стали производить, в основном, обёрточную и газетную бумагу. На фабрике трудилось около 400 рабочих из Горбатки и жителей окрестных деревень. В посёлке открылся Народный дом со спортивным залом, а в особняке, где жил бывший фабрикант, разместился клуб.
В 1928 году разрушены купола и колокольня деревянной Никольской церкви, сброшены четыре колокола. Стало приходить в запустение кладбище вокруг церкви. В оставшемся алтаре церкви расположилась районная библиотека.
14 января 1929 года Красная Горбатка оказалась в составе новообразованного Селивановского района, а 25 февраля 1931 года его центр из посёлка Селиваново переносится в Красную Горбатку.
После перевода районного центра из Селиванова на Горбатку в посёлке началось строительство зданий и объектов административного и народно-хозяйственного назначения. Были построены здания: РК ВКП(б) и РИКа, Госбанка, РО НКВД, почты, клуба, военного комиссариата и Осоавиахима, типографии и редакции, строилась машинотракторная станция и другие. Посёлок застраивался, в основном, частными домами. Поскольку застройка начиналась с прибрежного порядка домов (ул. Набережная) с последующим пристраиванием новых улиц, планировка посёлка представляет собой продольные ряды улиц вдоль реки. Концы большинства их упираются в примыкающие к посёлку лесные массивы. Дома были деревянными.
В 1937 году открылся новый родильный дом, Селивановский филиал швейной артели от Муромской фабрики «Красный луч». 20 июня 1939 года состоялся первый выпуск Красногорбатской средней школы.
В 1939 году бумажную фабрику из-за неритмичности и неэффективности закрыли. Цеха опечатали, оборудование отправили на подобные производства в Карело-Финскую АССР. В 1940 году образован Селивановский леспромхоз.

### Военные годы
9 сентября 1941 года на станцию Селиваново в рамках эвакуации прибыл первый эшелон с людьми и оборудованием эвакуированного из города Боровичи Новгородской области механического завода № 12, эвакуированного из прифронтовой зоны. Всего прибыло 448 человек, среди них и дети. В короткий срок установили привезённые станки в пустовавшие помещения бывшей бумажной фабрики. Меньше чем через месяц, 6 октября, была пущена первая партия необходимой фронту продукции. Этот день считается датой рождения Селивановского машиностроительного завода.
19 марта 1943 года Указом Президиума Верховного Совета РСФСР Красная Горбатка была отнесена к разряду рабочих посёлков, и в её состав вошли посёлки станции Селиваново и лесозавода. С 14 августа 1944 года Селивановский район вошёл в состав новообразованной Владимирской области.
Из жителей Красной Горбатки, которые ушли на фронт, 160 погибли в боях или пропали без вести. После войны уехали на Родину многие эвакуированные из города Боровичи. Но часть эвакуированных осталась.

### Послевоенные годы

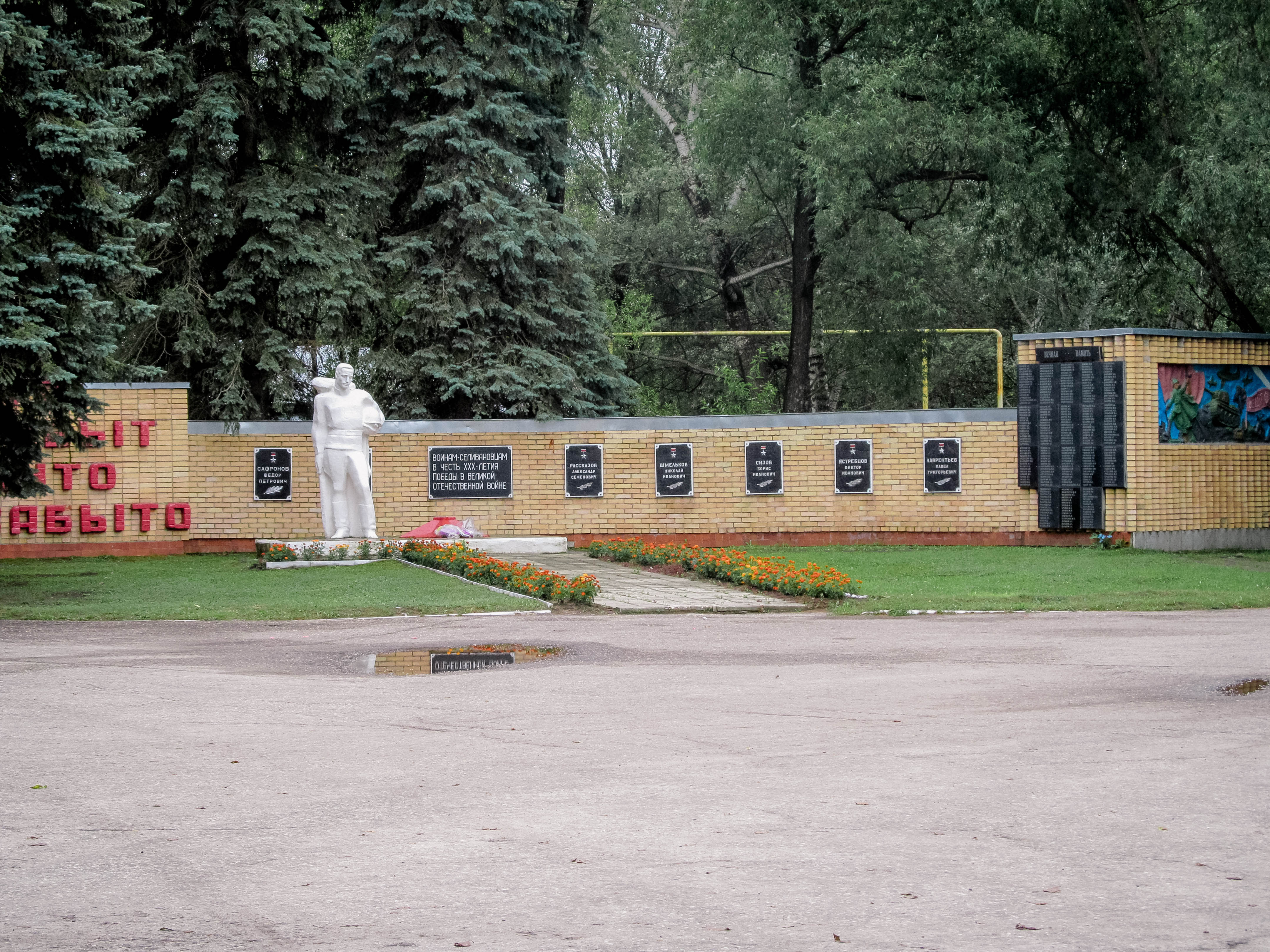
Памятник павшим в Великой Отечественной войне

В начале пятидесятых Красная Горбатка стала застраиваться деревянными двухэтажными домами. Стали появляться первые кирпичные двухэтажные домa в микрорайоне, прозванном в народе «Шанхаем». В эти годы и жители посёлка стали активнее участвовать в благоустройстве и озеленении. 31 июля 1954 года был открыт новый Дом культуры. 5 февраля 1956 года открыли новую четырёхэтажную среднюю школу.
В конце 1950-х — начале 1960-х, поскольку растущему производству потребовалась дополнительная рабочая сила, началась новая волна заселения посёлка. В посёлок стали съезжаться выходцы из деревень всего района. Западная граница посёлка в этот период подошла вплотную к железной дороге. В 1960 году на месте бывшей церкви построили Двухэтажное здание магазина, вскоре к нему пристроили магазины «Книги», «Хозтовары», «Мебель». В 1968 году закончилось строительство стадиона. В 1969 году был построен первый четырёхэтажный каменный многоквартирный дом на улице Комсомольской. В 1970-е годы началось строительство 5-этажных домов. 9 мая 1975 года на площади Труда открыт мемориал памяти земляков, павших в годы Великой Отечественной войны. 7 ноября 1977 года открыто здание универмага на 570 квадратных метров. В этот период начинают асфальтироваться улицы.
С начала 1980 года по 1 января 1983 года построено и сдано в эксплуатацию 13 тысяч квадратных метров жилья, что позволило 325 семьям получить новые благоустроенные квартиры, а десяткам — расширить жилплощадь. В эти годы закончилась газификация квартир. В 1985 году население Красной Горбатки превысило десять тысяч жителей.
В 1980-е годы появились новые здания узла связи, типографии, ясли-сада на 120 мест, затем — гостиница, отделения Госбанка, поликлиники, Дома пионеров, автобусной станции. В 1991 году открылась новая Красногорбатская неполная средняя школа на 400 учащихся и пристройка к детскому саду машзавода со своим бассейном..

### С 1991 года

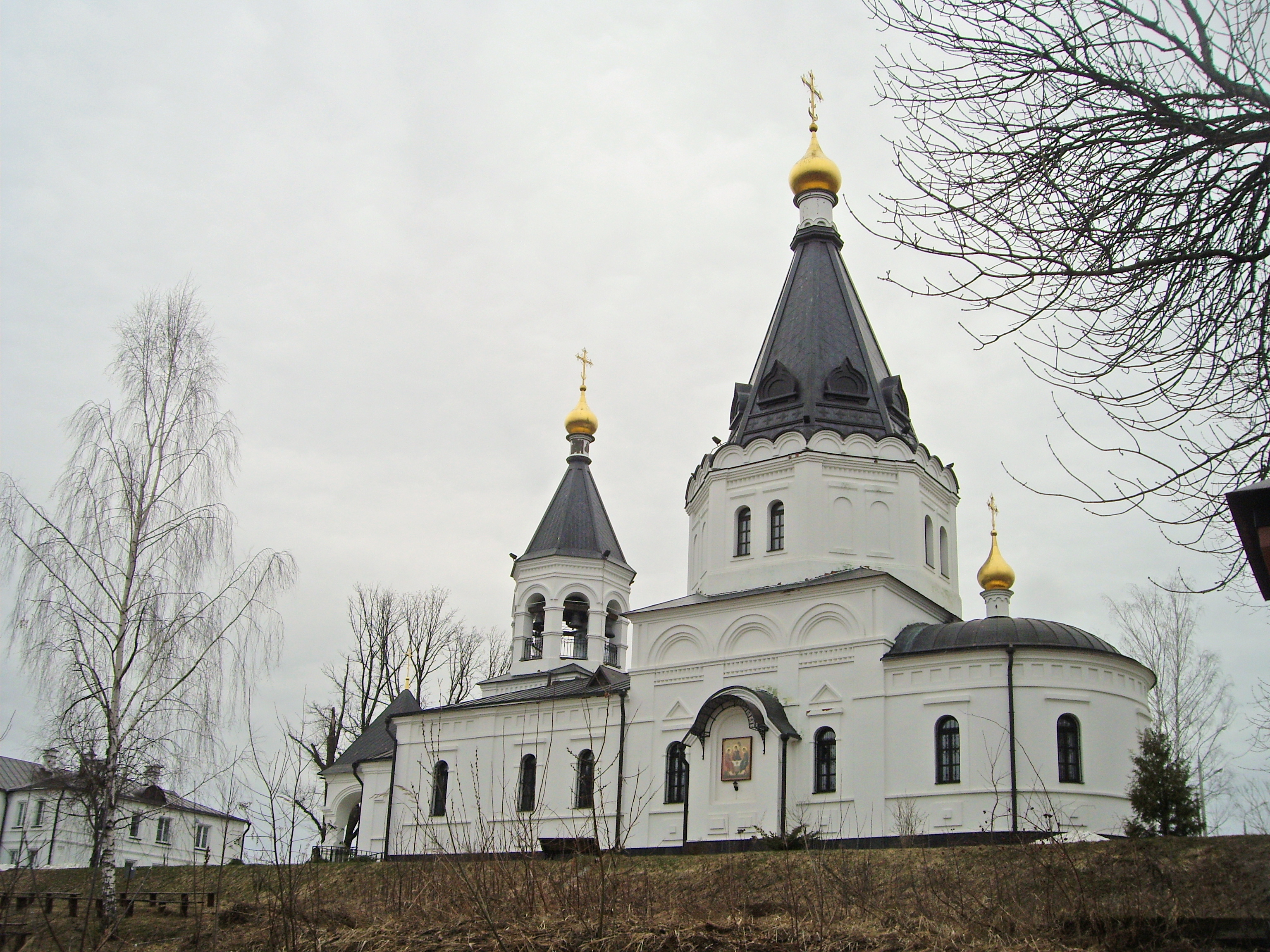
Храм преподобных Сергия и Никона Радонежских

26 августа 1991 года в посёлке Красная Горбатка над зданием поселкового Совета был поднят новый трёхцветный красно-сине-белый Российский флаг. В начале 1990-х годов в связи изменениями во внутренней политике государства происходит упадок промышленности и сельского хозяйства. Предприятия и даже учреждения переходили на самофинансирование, все каким-то образом пытались заработать деньги. 11 сентября 1992 года Дом пионеров переименован в Центр внешкольной работы. Стало падать население посёлка.
В 1998 году был заложен однопрестольный деревянный храм Спаса Нерукотворного. В 2001 году построенную деревянную церковь освятил архиепископ Владимирский и Суздальский Евлогий (Смирнов).
В 2005 году в центре посёлка была построена часовня в память разрушенного в 30-е годы храма Николая Чудотворца.
29 апреля 2012 года в Красной Горбатке был освящён храм во имя Сергия и Никона Радонежских.

## Население
| 1905  | 1926  | 1939  | 1959  | 1970  | 1979  | 1989    | 2002  | 2009  |
| ----- | ----- | ----- | ----- | ----- | ----- | ------- | ----- | ----- |
| 370   | ↗519  | ↗2093 | ↗6462 | ↗8209 | ↗9141 | ↗10 493 | ↘9441 | ↘8639 |
| 2010  | 2011  | 2012  | 2013  | 2014  | 2015  | 2016    | 2017  | 2018  |
| ↗8885 | ↘8844 | ↘8656 | ↘8507 | ↘8370 | ↘8268 | ↘8174   | ↘8113 | ↘7981 |
| 2019  | 2020  | 2021  |       |       |       |         |       |       |
| ↘7878 | ↘7801 | ↗7998 |       |       |       |         |       |       |

Национальный состав
По итогам переписи населения 2020 года проживали следующие национальности (национальности менее 0,1 % и другое, см. в сноске к строке «Другие»):
| Национальность | Численность, чел. | Доля     |
| -------------- | ----------------- | -------- |
| Русские        | 7625              | 95,34 %  |
| Армяне         | 55                | 0,69 %   |
| Азербайджанцы  | 21                | 0,26 %   |
| Цыгане         | 14                | 0,18 %   |
| Украинцы       | 12                | 0,15 %   |
| Другие         | 271               | 3,38 %   |
| Итого          | 7998              | 100,00 % |

## Экономика
Селивановский машиностроительный завод, леспромхоз, лесокомбинат, автостанция, АТП, райпо, ДРСУ-3
Работают магазины «Дикси», «Магнит», «Пятёрочка», «Верный»; 4 аптеки; 3 кафе.

## Культура
Действует 2 здания школы, 4 дошкольных учреждения, профессиональное училище, ЗАГС, поликлиника, больница, аптеки, Дом культуры, три библиотеки, детская музыкальная школа, Районный историко-краеведческий музей, 5 садово-огородных товариществ, общество охотников и рыболовов и другое.

## Известные люди
- Шмельков, Николай Иванович (1912—1967) родился в посёлке при станции Селиваново
- В посёлке родился митрополит Каширский Феогност (Гузиков)[47].